# 1776
Перша наукова революція •  Просвітництво • Глухівський період в історії Гетьманщини •  Російська імперія

## Геополітична ситуація
Османську імперію очолює султан Абдул-Гамід I (до 1789). Під владою османів перебувають Близький Схід та Єгипет, Середземноморське узбережжя Північної Африки, частина Закавказзя, значні території в Європі: Греція, Болгарія та Сербія. Васалами османів є Волощина та Молдова.
Священна Римська імперія охоплює, крім німецьких земель, Угорщину з Хорватією, Трансильванію, Богемію, Північну Італію, Австрійські Нідерланди. Її імператор — Йосиф II (до 1790). Марія-Терезія має титул королеви Угорщини. Королем Пруссії є Фрідріх II (до 1786).
У Франції королює Людовик XVI (до 1792). Франція має колонії в Північній Америці та Індії. В Іспанії править Карл III (до 1788). Королівству Іспанія належать південь Італії, Нова Іспанія, Нова Гранада та Віцекоролівство Перу, Внутрішні провінції та Віцекоролівство Ріо-де-ла-Плата в Америці, Філіппіни. У Португалії королює Жозе I (до 1777). Португалія має володіння в Бразилії, в Африці, в Індії, в Індійському океані й Індонезії.
На троні Великої Британії сидить Георг III (до 1820). Британія має колонії в Північній Америці, на Карибах та в Індії. У Північноамериканських колоніях Британії почалася війна за незалежність. Тринадцять колоній проголосили Декларацію незалежності й утворення Сполучених Штатів.
Північ Нідерландів займає Республіка Об'єднаних провінцій. Вона має колонії в Північній Америці, Індонезії, на Формозі та на Цейлоні. Король Данії та Норвегії — Кристіан VII (до 1808), на шведському троні сидить Густав III (до 1792). На Апеннінському півострові незалежні Венеціанська республіка та Папська область. Король Речі Посполитої — Станіслав Август Понятовський (до 1795). У Російській імперії править Катерина II (до 1796).
Україну розділено між трьома державами. Королівство Галичини та Володимирії належить Австрії. По Дніпру проходить кордон між Річчю Посполитою та Російською імперією. Лівобережна частина розділена на Малоросійську, Новоросійську та Слобідсько-Українську губернії. Задунайська Січ існує під протекторатом Османської імперії. Незалежне Кримське ханство, якому підвладна Ногайська орда.
В Ірані править династія Зандів.
Значними державами Індостану є Імперія Великих Моголів, Імперія Маратха. Зростає могутність Британської Ост-Індійської компанії. У Китаї править Династія Цін. У Японії триває період Едо.

## Події

### В Україні
- Засновано місто Катеринослав.

### У світі
- Війна за незалежність у північноамериканських колоніях Великої Британії.
  - 27 лютого у Північній Кароліні відбулася битва на мосту через Мор-Крик — загін лоялістів напоровся на набагато більші сили патріотів, ніж вони сподівалися. Кілька лідерів лоялістів загинули. Влада британців у провінції практично припинилася.
  - 17 березня британці під загрозою артилерії з Дорчестерських висот припинили 11-місячну облогу Бостона.
  - 4 липня Другий Континентальний конгрес прийняв Декларацію незалежності США.
  - 8 вересня Континентальний конгрес офіційно затвердив назву Сполучені Штати.
  - 15 вересня британські війська висадилися на Мангеттені.
  - 11 жовтня британський флот завдав поразки американському в битві біля острова Валькур.
  - 16 листопада гессенські найманці захопили Форт-Вашингтон на Мантгеттені.
  - 26 грудня американські війська на під командуванням Вашингтона завдали поразки гессенським найманцям у битві під Трентоном.
- Адам Вайсгаупт заснував орден ілюмінатів.
- 6 вересня ураган у Гваделупі забрав понад 6 тисяч життів.
- Російський коронний принц Павло одружився з Софією-Доротеєю Вертемберзькою.

### Засновані
- Сполучені Штати Америки
- Внутрішні провінції в Новій Іспанії.
- Віцекоролівство Ріо-де-ла-Плата
- Новгородське намісництво
- Полоцька губернія

### Зникли
- Колонія Вірджинія
- Колонія Коннектикут
- Провінція Массачусетс-Бей
- Провінція Нью-Гемпшир
- Провінція Нью-Джерсі
- Провінція Нью-Йорк
- Провінція Південна Кароліна
- Провінція Північна Кароліна
- Колонія Пенсильванія

### Наука та культура
- Карл Вільгельм Шеєле відкрив щавлеву кислоту.
- Жан Батіст Меньє описав гелікоїд і довів теорему Меньє.
- Адам Сміт опублікував свою фундаментальну працю «Багатство народів».
- Едвард Гіббон опублікував перший том «Історії занепаду та загибелі Римської імперії».
- Томас Пейн опублікував памфлет «Здоровий глузд», який заохотив багатьох жителів північноамериканських колоній Британії стати на боротьбу за незалежність.
- Джеймс Кук вирушив у своє третє навколосвітнє плавання.
- Мадаллю Коплі нагороджено Джеймса Кука.
- У коледжі Вільяма і Мері утворилося перше студентське товариство Фі Бета Каппа.

## Народились
див. також Категорія:Народились 1776
- 24 січня — Ернст Теодор Амадей Гофман, німецький письменник і композитор, представник романтизму.
- 11 червня — Джон Констейбл, англійський живописець-пейзажист.
- 9 серпня — Амедео Авогадро, італійський фізик і хімік.
- 20 серпня — Бернардо О'Хіггінс, керівник визвольної війни Чилі проти Іспанії, президент-диктатор Чилі (1818-1823).

## Померли
див. також Категорія:Померли 1776